# Udoka Azubuike
Pour les articles homonymes, voir Azubuike.
Udoka Timothy Azubuike, né le 17 septembre 1999 à Lagos au Nigéria, est un joueur nigérian de basket-ball évoluant au poste de pivot. Il mesure 2,08 m.

## Biographie

### Jazz de l'Utah (2020-2023)
Lors de la draft 2020, il est sélectionné en 27e position par le Jazz de l'Utah.

### Suns de Phoenix (2023-2024)
En août 2023, il signe un contrat two-way avec les Suns de Phoenix.

## Palmarès

### Universitaire
- Consensus second-team All-American (2020)
- NCAA All-time field goal percentage leader (79.4%)
- NABC Defensive Player of the Year (2020)
- Big 12 Player of the Year (2020)
- First-team All-Big 12 (2020)
- Third-team All-Big 12 (2018)

## Statistiques

### Universitaires
| Saison    | Équipe   | Matchs | Titul. | Min./m | % Tir | % 3pts | % LF | Rbds/m. | Pass/m. | Int/m. | Ctr/m. | Pts/m. |
| --------- | -------- | ------ | ------ | ------ | ----- | ------ | ---- | ------- | ------- | ------ | ------ | ------ |
| 2016-2017 | Kansas   | 11     | 6      | 12,9   | 62,9  | –      | 38,0 | 4,10    | 0,20    | 0,20   | 1,60   | 5,00   |
| 2017-2018 | Kansas   | 36     | 34     | 23,6   | 77,0  | –      | 41,3 | 7,00    | 0,70    | 0,60   | 1,70   | 13,00  |
| 2018-2019 | Kansas   | 9      | 9      | 20,4   | 70,5  | –      | 34,4 | 6,80    | 0,60    | 0,40   | 1,60   | 13,40  |
| 2019-2020 | Kansas   | 31     | 30     | 27,7   | 74,8  | –      | 44,1 | 10,50   | 0,90    | 0,50   | 2,60   | 13,70  |
| Carrière  | Carrière | 87     | 79     | 23,4   | 74,6  | –      | 41,6 | 7,90    | 0,70    | 0,50   | 2,00   | 12,30  |

### Professionnelles

#### Saison régulière
| Saison    | Équipe   | Matchs | Titul. | Min./m | % Tir | % 3pts | % LF | Rbds/m. | Pass/m. | Int/m. | Ctr/m. | Pts/m. |
| --------- | -------- | ------ | ------ | ------ | ----- | ------ | ---- | ------- | ------- | ------ | ------ | ------ |
| 2020-2021 | Utah     | 15     | 0      | 3,8    | 44,4  | –      | 80,0 | 0,90    | 0,00    | 0,10   | 0,30   | 1,10   |
| 2021-2022 | Utah     | 17     | 6      | 11,5   | 75,5  | –      | 54,5 | 4,20    | 0,00    | 0,10   | 0,60   | 4,70   |
| Carrière  | Carrière | 32     | 6      | 7,9    | 70,7  | –      | 66,7 | 2,60    | 0,00    | 0,10   | 0,50   | 3,00   |

#### Playoffs NBA
| Saison   | Équipe   | Matchs | Titul. | Min./m | % Tir | % 3pts | % LF | Rbds/m. | Pass/m. | Int/m. | Ctr/m. | Pts/m. |
| -------- | -------- | ------ | ------ | ------ | ----- | ------ | ---- | ------- | ------- | ------ | ------ | ------ |
| 2021     | Utah     | 1      | 0      | 1,0    | –     | –      | –    | 1,00    | 0,00    | 0,00   | 0,00   | 0,00   |
| Carrière | Carrière | 1      | 0      | 1,0    | –     | –      | –    | 1,00    | 0,00    | 0,00   | 0,00   | 0,00   |